# National Gandhi Museum
Het  National Gandhi Museum is een museum in Delhi dat zich wijdt aan het leven van Mohandas Karamchand Gandhi, beter bekend als Mahatma Gandhi (Grote geest Gandhi).
Het museum ligt op de tegenovergestelde hoek van de plaats waar Gandhi in 1948 onder grote belangstelling werd gecremeerd.
Het is een gebouw bestaande uit 2 verdiepen. De huidige locatie werd in 1961 (op 30 januari, de sterfdag van Gandhi) officieel ingewijd door Dr. Rajendra Prasad, president van India.

## Inrichting

### Bezoekersruimte
- Lobby

Geluidsfragmenten van Gandhi (via koptelefoons)
- Charkha-afdeling

Historisch overzicht van de ontwikkeling van de Charkha (spinnewiel), het symbool van de strijd voor onafhankelijkheid en de cirkel op de vlag van India.
- Fotogalerij

Biografische foto's van het leven van Gandhi
Gebruiksvoorwerpen van Gandhi
- Herdenkingsgalerij

Foto's van de dood en de crematie
Kledij van Gandhi
Munten, postzegels met afbeeldingen van Gandhi
Brieven van Gandhi
Ashrams en materiaal van de Ashram rond de onafhankelijkheid.
De Chinese hoek
- Martelaarsgalerij

Voorwerpen en foto's van de moord op Gandhi
- Kunstgalerij

Kunst gebaseerd op Gandhi's leven.

### Auditorium en conferentiezaal
- Voor voordrachten met belang voor de natie of het leven van Gandhi

### Ontoegankelijk
- Bibliotheek over Gandhi
- Bureaus en werkkamers van onderzoekers